# 友枝康子
友枝 康子（ともえだ やすこ、1933年1月18日 - ）は日本の翻訳家。東京女子大学短期大学部卒。

## 訳書
- 『クルーイストン実験』（ケイト・ウイルヘルム、サンリオ、サンリオSF文庫） 1980
- 『歌の翼に』（トマス・M・ディッシュ、サンリオ、サンリオSF文庫） 1980、のち再刊（国書刊行会）
- 『杜松の時』（ケイト・ウイルヘルム、サンリオ、サンリオSF文庫） 1981
- 『フィーメール・マン』（ジョアナ・ラス、サンリオ、サンリオSF文庫） 1981
- 『流れよ我が涙、と警官は言った』（フィリップ・K・ディック、サンリオ、サンリオSF文庫） 1981、のち改題『流れよわが涙、と警官は言った』（ハヤカワ文庫SF）
- 『マラフレナ』（アーシュラ・K・ル=グイン、サンリオ、サンリオSF文庫） 1983
- 『夢の蛇』（ヴォンダ・マッキンタイア、サンリオ、サンリオSF文庫） 1983、のちハヤカワ文庫SF
- 『脱出を待つ者』（ヴォンダ・マッキンタイア、サンリオ、サンリオSF文庫） 1984
- 『老いたる霊長類の星への賛歌』（ジェイムズ・ティプトリーJr.、伊藤典夫共訳、サンリオ、サンリオSF文庫） 1986 、のちハヤカワ文庫SF
- 『アルファ系衛星の氏族たち』（フィリップ・K・ディック、サンリオ、サンリオSF文庫） 1986、のち創元SF文庫
- 『プラクティス・エフェクト』（デイヴィッド・ブリン、早川書房、ハヤカワ文庫SF） 1986
- 『ささやかな叡知』（マイクル・ビショップ、早川書房、ハヤカワ文庫SF） 1987
- 『詩篇殺人者』上・下（クリス・ペティット、早川書房、ハヤカワ文庫NV） 1998
- 『緑の瞳』（ルーシャス・シェパード、早川書房、ハヤカワ文庫SF） 1988
- 『パパの原発』（マーク・レイドロー、早川書房、ハヤカワ文庫SF） 1988
- 『リバイアサン』（ジェイムズ・P・ブレイロック、早川書房、ハヤカワ文庫FT） 1989
- 『ホムンクルス』（ジェイムズ・P・ブレイロック、早川書房、ハヤカワ文庫FT） 1989
- 『うち捨てられし心の都』上・下（ルイス・シャイナー、早川書房、ハヤカワ文庫SF） 1990
- 『落ちゆく女』（パット・マーフィー、早川書房、ハヤカワ文庫SF） 1990
- 『治療者の戦争』（エリザベス・アン・スカボロー、早川書房、ハヤカワ文庫SF） 1991
- 『リンカーンの夢』（コニー・ウィリス、早川書房、ハヤカワ文庫SF） 1992
- 『殺しの儀式』（ウィリアム・ヘファーナン、新潮社、新潮文庫） 1992
- 『辺境の人々』（オースン・スコット・カード、深町真理子共訳、早川書房、ハヤカワ文庫SF） 1993
- 『地球の記憶 帰郷を待つ星』（オースン・スコット・カード、早川書房、ハヤカワ文庫SF） 1994
- 『地球の呼び声 帰郷を待つ星』（オースン・スコット・カード、早川書房、ハヤカワ文庫SF） 1996
- 『グローリー・シーズン』上・下（デイヴィッド・ブリン、早川書房、ハヤカワ文庫SF） 1999